# 帕卡恩布
帕卡恩布是巴西圣保罗州的一个市镇。总面积339.722平方公里，总人口13072人，人口密度38.5人/平方公里。